# Carlos Ramos (actor)
Carlos Ramos Sibrian (Sonsonate, 28 de noviembre de 1974) es un actor de cine y bailarín salvadoreño, más conocido por interpretar a Monkey Jaw en la película Apocalypto de 2006, dirigida por Mel Gibson.

## Biografía
Ramos nació en Sonsonate, El Salvador. Emigró a Los Ángeles en la década de los 90s y comenzó trabajando como bailarín de break dance con los grupos Assassins y Airforce Crew, pero en 1997 empezó a dar shows callejeros hasta 2005. En ese año, la búsqueda de actores para la película Apocalypto había comenzado, y la producción había estado en Canadá, México y Centroamérica buscando caras frescas para los roles secundarios, fue ahí cuando el equipo encontró a Ramos de casualidad mientras bailaba en Third Street Promenade. Antes de unirse a la película vendía zumos en una camioneta cerca de Santa Mónica.

## Filmografía
- Apocalypto (2006).
- Get the Gringo (2012).
- Indiana Jones y el reino de la calavera de cristal (2008)
- 007: Spectre (2015).